# 自罪
自罪（じざい、ラテン語: peccatum personale, peccatum actuale, 英語: actual sin）は、キリスト教における罪の概念の一つ。キリスト教の神学者は罪を原罪と自罪に分けるが、自罪 (actual sin) は言葉の通常の意味での罪 (sin) で、その人の悪い行為、悪い考え、悪い言葉あるいはすべきことをしないことによる罪を意味する。生まれながらにして負うとされる原罪と対照的に、人間が自分の自由意志で現実に行なう罪である。現行罪（げんこうざい）とも訳す。

## 原罪と自罪
自罪は原罪と対照をなす概念である。原罪はキリスト教ですべての人間が生まれながらにして負うとされる罪であるのに対して、自罪はその人が自分の自由意志で現実に行なう罪である。
キリスト教で5世紀に異端とされたペラギウス主義は原罪を否定し、自罪のみを説いた。ペラギウスの教説は人間の自由意志を強調し原罪を否定したため、アウグスティヌスが批判して412年以降激しい論争になった。ペラギウスは異端とされ、教皇インノケンティウス1世に破門された。

## 大罪と小罪
カトリック教会では自罪を大罪と小罪に区別する。一方、プロテスタントの教会では一般的に大罪と小罪の区別を認めない。大罪はラテン語ではpeccatum mortale、英語ではmortal sinで直訳は「死に至る罪」であり、小罪はラテン語ではpeccatum veniale、英語ではvenial sinで直訳は「赦される罪」である。

### カトリック教会
カトリック教会では殺人や姦淫などの大罪を犯した者は地獄に落ちるとされるが、ゆるしの秘跡（告解や告白、和解とも言う）において回心すれば罪は赦される。ただし罰については免償が必要とされる。16世紀半ばに開かれたトリエント公会議で大罪は神の「成聖の恩恵」を失う罪であると認定された。「成聖の恩恵」は洗礼を受けると神から与えられるとされる恵みである。小罪は日常生活における微罪などを指す。小罪の場合は犯しても大罪とは違って神の「成聖の恩恵」を失うことはなく、聖体拝領によって消されるとされる。また、聖体拝領は大罪を犯さないよう守る恵みをもたらすとされる。
キリスト教会では古代から小罪という概念があったが、カトリック教会で頻繁に大罪と小罪の区別を言うようになったのは、トリエント公会議で「告白者はすべての大罪を一つひとつ打ち明けなければならない。小罪を告白することはよいことである。告白のときに小罪を省略しても罪ではない」と宣言したことによる。カトリック教会の神学では、命の源泉とされる愛を破壊する罪であるか否かによって大罪と小罪を区別する。

### プロテスタント教会
宗教改革のときにプロテスタントは大罪と小罪の区別を否定した。厳格な改革を断行したことで知られるカルヴァンは「すべての罪は死に値するという意味で、等しく死に至る『大罪』である」と言った。